# دالاس كلارك
دالاس كلارك (بالإنجليزية: Dallas Clark)‏ هو لاعب كرة قدم أمريكية أمريكي، ولد في 12 يونيو 1979 في سو فولز في الولايات المتحدة.

## وصلات خارجية
- دالاس كلارك على موقع إي إس بي إن.كوم (أن.أف.أل)3
- دالاس كلارك على موقع مرجع كرة القدم المحترفة.كوم (الإنجليزية)